# Platysenta subluxa
Platysenta subluxa är en fjärilsart som beskrevs av Dyar 1926. Platysenta subluxa ingår i släktet Platysenta och familjen nattflyn. Inga underarter finns listade i Catalogue of Life.